# Коль Тора

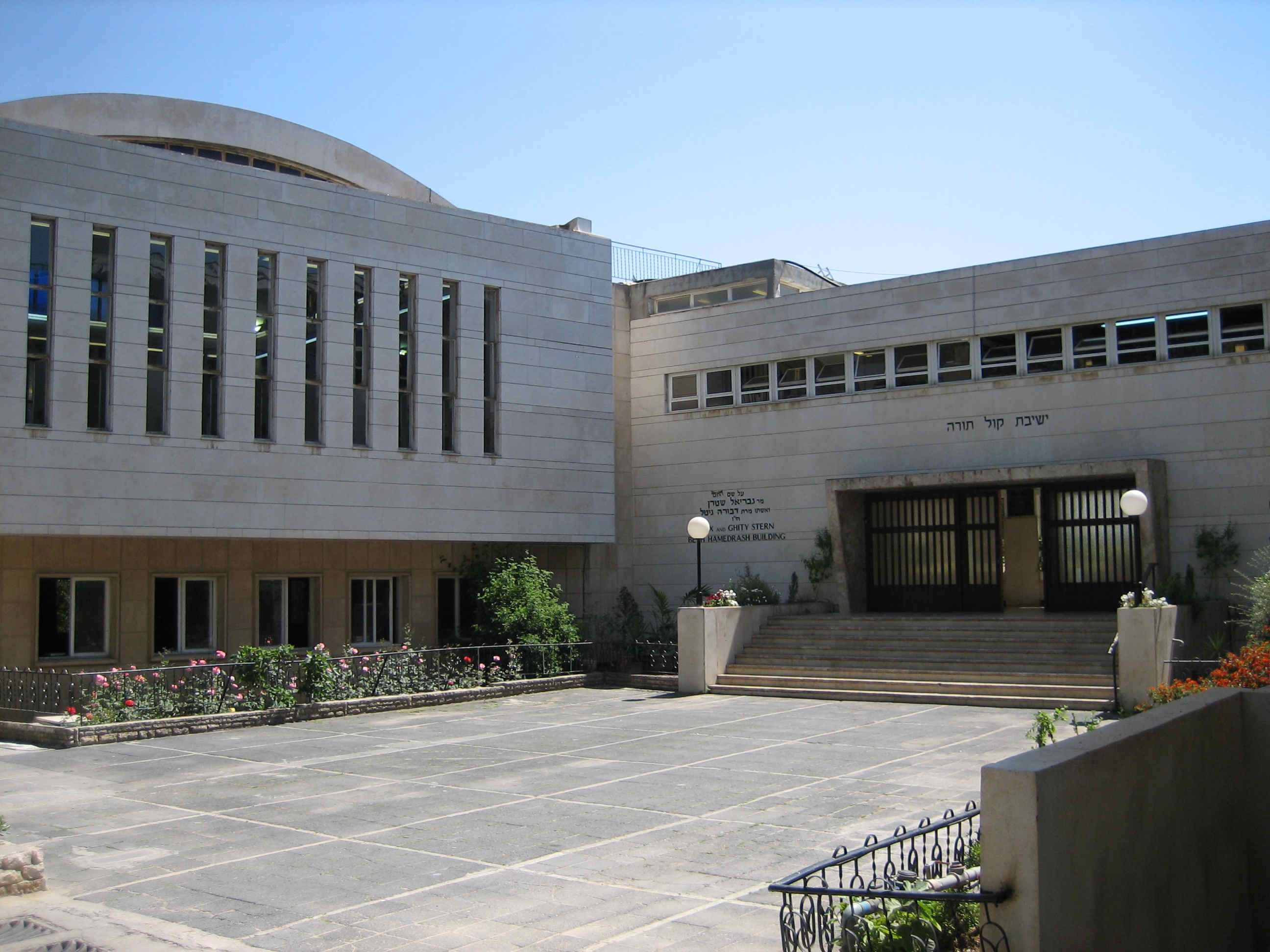
Иешива «Коль тора»

Коль тора (ивр. קול תורה‎, «Голос Торы») — иерусалимская иешива литовской направленности еврейского ультраортодоксального течения.
Основана в 1939 году Иехиелем Шлезингером, бывшим главой раввинского суда Франкфурта, и раввином Барухом Кунштадтом, главой иешивы и раввинского суда Фульды.

## История
Иешива была основана после трагических событий хрустальной ночи, дабы позволить беженцам из Германии углубить знания Торы и Талмуда.

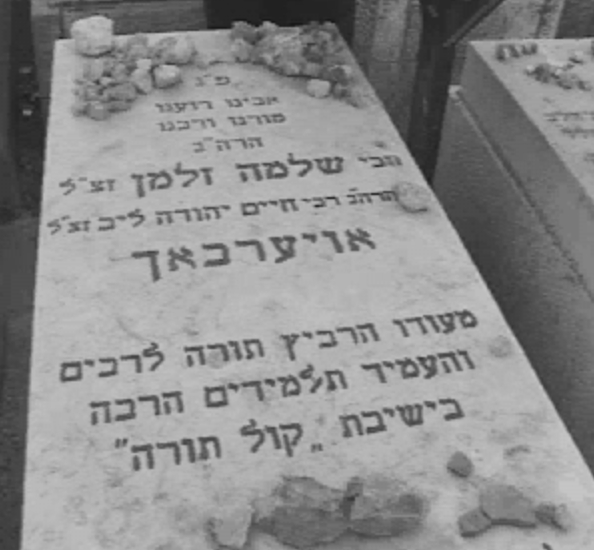
Надгробие раввина Ойербаха. Единственное указанное почетное звание — преподаватель в иешиве «Коль Тора».

После смерти рава Шлезингера в 1949 году, во главе иешивы встал знаменитый раввин и посек (галахический авторитет) Шломо Залман Ойербах, руководивший иешивой вплоть до своей смерти в 1995 году.

## Сегодня
На сегодняшней день возглавляет иешиву старший сын её основателя, раввин Моше Иеуда Шлезингер. «Коль тора» насчитывает 1000 учеников.

### Известные выпускники
- Раввин Исраэль Меир Лау, главный раввин Израиля.
- Ури Маклев. Депутат Кнессета
- Раввин Меир Кеслер. Раввин города Модиин Илит
- Раввин Пинхас Бибефельд. Раввин Мюнхена
- Проф. Даниель Шпарбер. Профессор Университета имени Бар-Илана
- Раввин Авраам Цви Маргалит. Раввин Кармиеля
- Раввин Давид Абухацира. Раввин Явне
- Исаак Гагулашвили. Бывший депутат Кнессета
- Пинхас Зидман - переводчик